# Nogara
Nogara är en ort och kommun i provinsen Verona i regionen Veneto i Italien. Kommunen hade 8 485 invånare (2018).